# Stephen Moyer

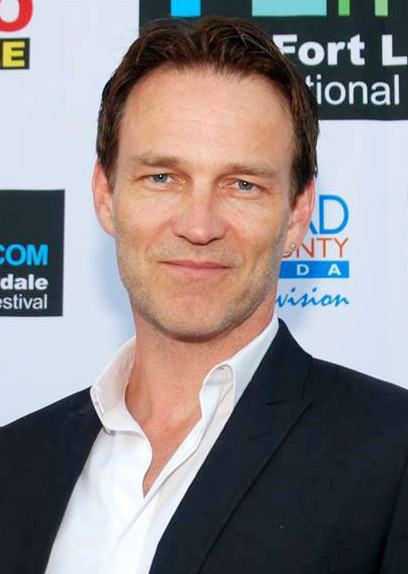
Stephen Moyer, 2013

Stephen Moyer (* 11. Oktober 1969 in Brentwood, England; gebürtig Stephen Emery) ist ein britischer Schauspieler.

## Leben
Moyer debütierte im Jahr 1993 in der britischen Fernsehserie Conjugal Rites, in der er eine der größeren Rollen spielte. In dem Fantasy-Abenteuerfilm Prinz Eisenherz (1997) übernahm er die Titelrolle, und in dem historischen Filmdrama Quills – Macht der Besessenheit (2000) trat er an der Seite von Geoffrey Rush und Kate Winslet auf. Eine der Hauptrollen spielte er neben Anne Parillaud in dem Actionthriller Deadlines (2004); in dem Thriller 88 Minuten (2007) war er an der Seite von Al Pacino und Leelee Sobieski zu sehen.
Von September 2008 bis August 2014 war Moyer als Vampir Bill Compton in der HBO-Serie True Blood, basierend auf der Sookie-Stackhouse-Buchreihe von Charlaine Harris, zu sehen. Er ist mit Anna Paquin liiert, am 21. August 2010 heirateten die beiden in Malibu. Im September 2012 wurden sie Eltern von Zwillingen.
Aus seiner ersten Ehe hat Moyer einen Sohn namens Billy, der im Jahr 2000 geboren wurde. Außerdem hat er eine Tochter, Lilac, aus seiner siebenjährigen Beziehung mit der Journalistin Lorien Haynes.

## Filmografie (Auswahl)
- 1993–1994: Conjugal Rites (Fernsehserie)
- 1996: Lord of Misrule
- 1997: Prinz Eisenherz (Prince Valiant)
- 1998: Ultraviolet (Fernsehserie)
- 1998: Comic Act
- 1998: Inspector Barnaby (Fernsehserie, Folge Ein Böses Ende)
- 2000: Quills – Macht der Besessenheit (Quills)
- 2001: Trinity
- 2001: Uprising – Der Aufstand (Uprising)
- 2001: Gwyn – Prinzessin der Diebe (Princess of Thieves)
- 2004: Deadlines
- 2005: Undiscovered
- 2006: Land of the Blind
- 2007: 88 Minuten (88 Minutes)
- 2007: Restraint
- 2007: Alles auf Anfang (The Starter Wife)
- 2007: Lilies (Fernsehserie, 8 Folgen)
- 2008–2014: True Blood (Fernsehserie)
- 2010: Open House – Willkommen in der Nachbarschaft (Open House)
- 2011: The Double – Eiskaltes Duell (The Double)
- 2011: The Caller
- 2011: Priest
- 2011: Ice – Der Tag, an dem die Welt erfriert (Ice) (Fernsehfilm)
- 2012: Jersey Devil
- 2013: Devil’s Knot – Im Schatten der Wahrheit (Devil’s Knot)
- 2013: Evidence – Auf der Spur des Killers (Evidence)
- 2013: The Sound of Music Live! (Fernsehfilm)
- 2015: Killing Jesus
- 2015: Erschütternde Wahrheit (Concussion)
- 2015: The Bastard Executioner (Fernsehserie, 10 Folgen)
- 2016: To Kill a Man – Kein Weg zurück (Detour)
- 2017: Shots Fired (Fernsehserie, 10 Folgen)
- 2017–2019: The Gifted (Fernsehserie, 29 Folgen)
- 2021: Last Survivors
- 2022: After Ever Happy
- 2024–2025: Elsbeth (Fernsehserie, 2 Folgen)